# ساکیو، کیوتو
ساکیو (به لاتین: Sakyō-ku) یک منطقهٔ مسکونی در ژاپن است که در کیوتو واقع شده‌است. ساکیو ۲۴۶٫۷۷ کیلومتر مربع مساحت و ۱۶۸٬۲۶۶ نفر جمعیت دارد.